# Pedregais
Pedregais é uma povoação portuguesa do Município de Vila Verde que foi sede da extinta Freguesia de Pedregais, freguesia que tinha 2,76 km² de área e 331 habitantes (2011), e, por isso, uma densidade populacional de 119,9 hab/km².
A Freguesia de Pedregais foi extinta (agregada) em 2013, no âmbito de uma reforma administrativa nacional, para, em conjunto com as Freguesias de Duas Igrejas, de Rio Mau, de Goães, de Godinhaços, de Azões e de Portela das Cabras, formar uma nova freguesia denominada União das Freguesias da Ribeira do Neiva.

## População
| População da freguesia de Pedregais | População da freguesia de Pedregais | População da freguesia de Pedregais | População da freguesia de Pedregais | População da freguesia de Pedregais | População da freguesia de Pedregais | População da freguesia de Pedregais | População da freguesia de Pedregais | População da freguesia de Pedregais | População da freguesia de Pedregais | População da freguesia de Pedregais | População da freguesia de Pedregais | População da freguesia de Pedregais | População da freguesia de Pedregais | População da freguesia de Pedregais |
| ----------------------------------- | ----------------------------------- | ----------------------------------- | ----------------------------------- | ----------------------------------- | ----------------------------------- | ----------------------------------- | ----------------------------------- | ----------------------------------- | ----------------------------------- | ----------------------------------- | ----------------------------------- | ----------------------------------- | ----------------------------------- | ----------------------------------- |
| 1864                                | 1878                                | 1890                                | 1900                                | 1911                                | 1920                                | 1930                                | 1940                                | 1950                                | 1960                                | 1970                                | 1981                                | 1991                                | 2001                                | 2011                                |
| 387                                 | 322                                 | 339                                 | 349                                 | 385                                 | 429                                 | 423                                 | 466                                 | 543                                 | 473                                 | 439                                 | 447                                 | 427                                 | 362                                 | 331                                 |

## História
Pertenceu ao concelho de Penela do Minho, outrora designado (Portela de Penela). Desde a extinção deste concelho, por decreto de 24 de Outubro de 1855, que integra o (atual município) de Vila Verde.

## Património

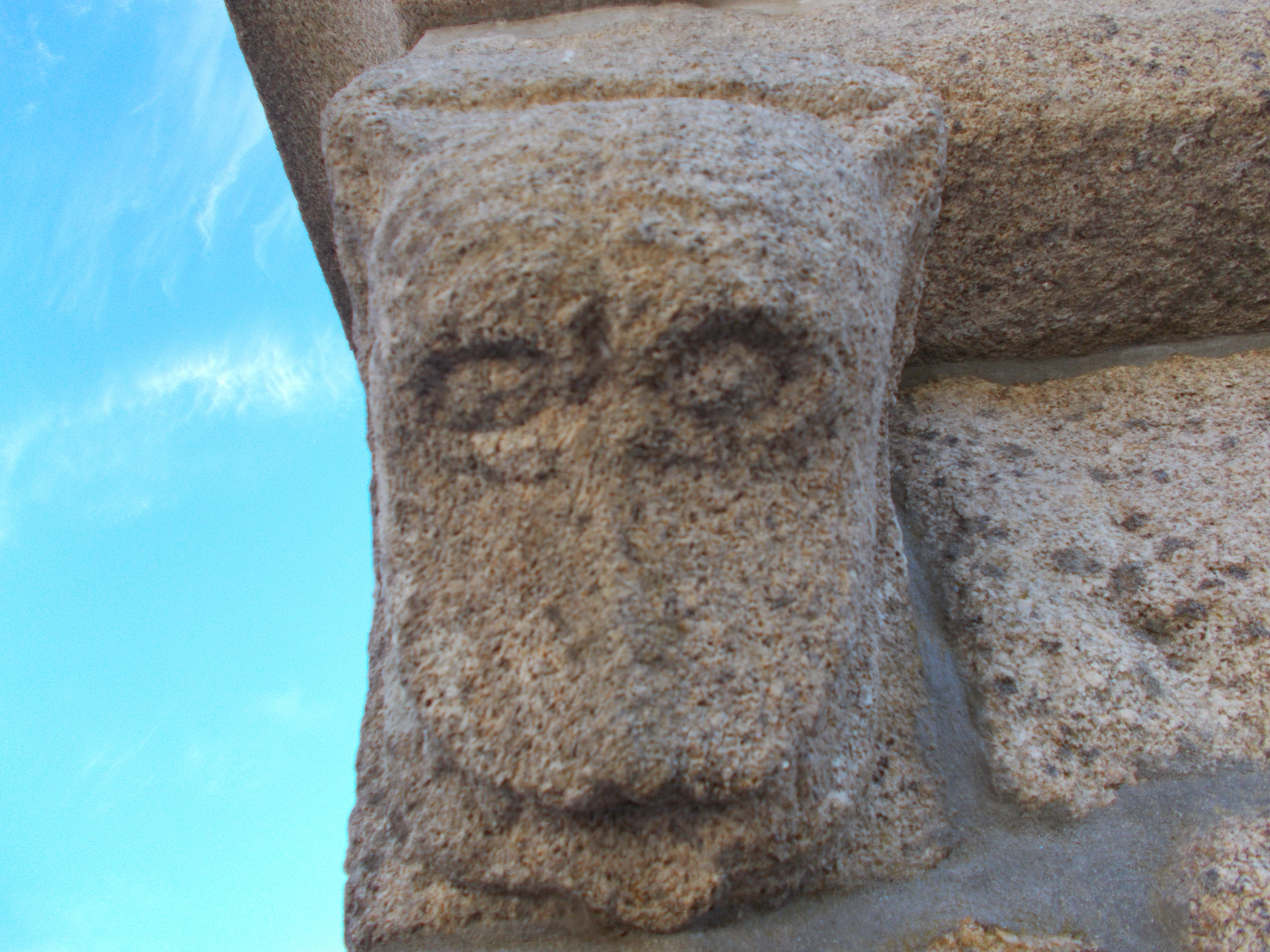
Igreja de Pedregais (pormenor)

- Igreja românica de Pedregais Igreja de Pedregais (pormenor)

## Lugares
Além da sede, a Freguesia de Pedregais compreendia os seguintes lugares: Airó, Arieiro, Assento, Casa Nova, Cristelos, Eido, Fonte, Fortinhães, Longras, Madalena, Paço, Paredes, Pigeiro, Pregal, Ribeiro, Rouco e Sabroso.